# Turrillia papuana
Turrillia papuana är en tvåhjärtbladig växtart som först beskrevs av Friedrich Ludwig Diels, och fick sitt nu gällande namn av Albert Charles Smith. Turrillia papuana ingår i släktet Turrillia och familjen Proteaceae. Inga underarter finns listade i Catalogue of Life.